# Mexikansk präriehund
Mexikansk präriehund (Cynomys mexicanus) är en däggdjursart som beskrevs av Clinton Hart Merriam 1892. Den ingår i släktet präriehundar och familjen ekorrar. Inga underarter finns listade.

## Beskrivning
Arten är mycket stor för att vara präriehund och har en förhållandevis lång svans: Kroppslängden varierar från 38,5 till 44 cm, med en 8 till 11,5 lång svans. Vikten varierar mellan 300 och 900 g på våren, samt mellan 500 och 2 000 g på hösten. Pälsen är brungrå med en skär ton, samt spräcklig i svart. Svansen är svart i sin yttre halva. Arten har 8 spenar. Huvudet är trubbigt med små öron. Antalet tänder är 20; de övre framtänderna är klargula. Fötterna har fem tår med tjocka, svarta krokiga klor vardera. Arten ömsar päls två gånger per år; vinterpälsen, som har en kraftig underull, anläggs i september, medan den tunnare sommarpälsen anläggs i mars till april. Hörseln är god, arten kan höra ljud från 29 till 26 000 Hz.

## Ekologi
Habitatet utgörs av torra, relativt infertila gräsmarker i höglänta områden på höjder mellan 1 600 och 2 000 m. Individerna är aktiva på dagen och vilar i underjordiska bon. Liksom hos andra präriehundar bildas stora kolonier som kan ha ett utbredningsområde större än 100 hektar. I bokolonierna lever djuren i familjegrupper, som består av en fertil hane, två till tre fertila honor, och ungar. Familjegrupperna hävdar revir, som alla medlemmarna försvarar.
Arten sover ingen vintersömn; däremot om temperaturen blir alltför hög (över 27°C) drar sig djuren ner i boet för att svalka sig. Under långa perioder med hög temperatur är djuren mycket beroende av sina fettreserver.

### Föda och predation
Den mexikanska präriehunden är växtätare, och lever på gräs, örter, rötter, kaktusväxter och palmliljor. Själv utgör arten föda för rovdjur som gråräv, rödlo, puma, skallerormar, kungsörn, pilgrimsfalk, präriefalk och amerikansk duvhök.

### Fortplantning
Arten parar sig en gång per år, vanligen kring mars. Den är polygam, och den parningsvillige hanen ger ifrån sig ett lockrop som besvaras av en hona. Själva paringen sker under jorden. Efter en dräktighet på 30 dygn föder honan mellan 1 och 6 outvecklade ungar, skära, nakna och blinda. De blir pigmenterade efter 12 dygn, fullpälsade efter 3 till 4 veckor och seende efter 4 till 5 veckor. Ungarna dias i 40 till 50 dygn, och är fullt utvecklade vid 6 månaders ålder. Könsmognaden inträffar före ett års ålder, men hanarna brukar inte para sig förrän de är två år gamla. Båda könen tar hand om ungarna.

## Utbredning
Denna präriehund förekommer med flera från varandra skilda populationer i norra till centrala Mexiko, delstaterna Coahuila, San Luis Potosi, Nuevo Leon och (tidigare) Zacatecas.

## Status
IUCN kategoriserar arten globalt som starkt hotad, och habitatförlusten är påtaglig: Arten har förlorat 65% av sitt ursprungliga habitat, främst på grund av uppodling och ökat betestryck. Det förekommer även att man förgiftar arten.